# Saint-Georges-de-Reintembault
Saint-Georges-de-Reintembault is een gemeente in het Franse departement Ille-et-Vilaine (regio Bretagne). De plaats maakt deel uit van het arrondissement Fougères-Vitré. Saint-Georges-de-Reintembault telde op 1 januari 2022 1.524 inwoners.

## Geografie
De oppervlakte van Saint-Georges-de-Reintembault bedroeg op 1 januari 2022 31,02 vierkante kilometer; de bevolkingsdichtheid was toen 49,1 inwoners per km².

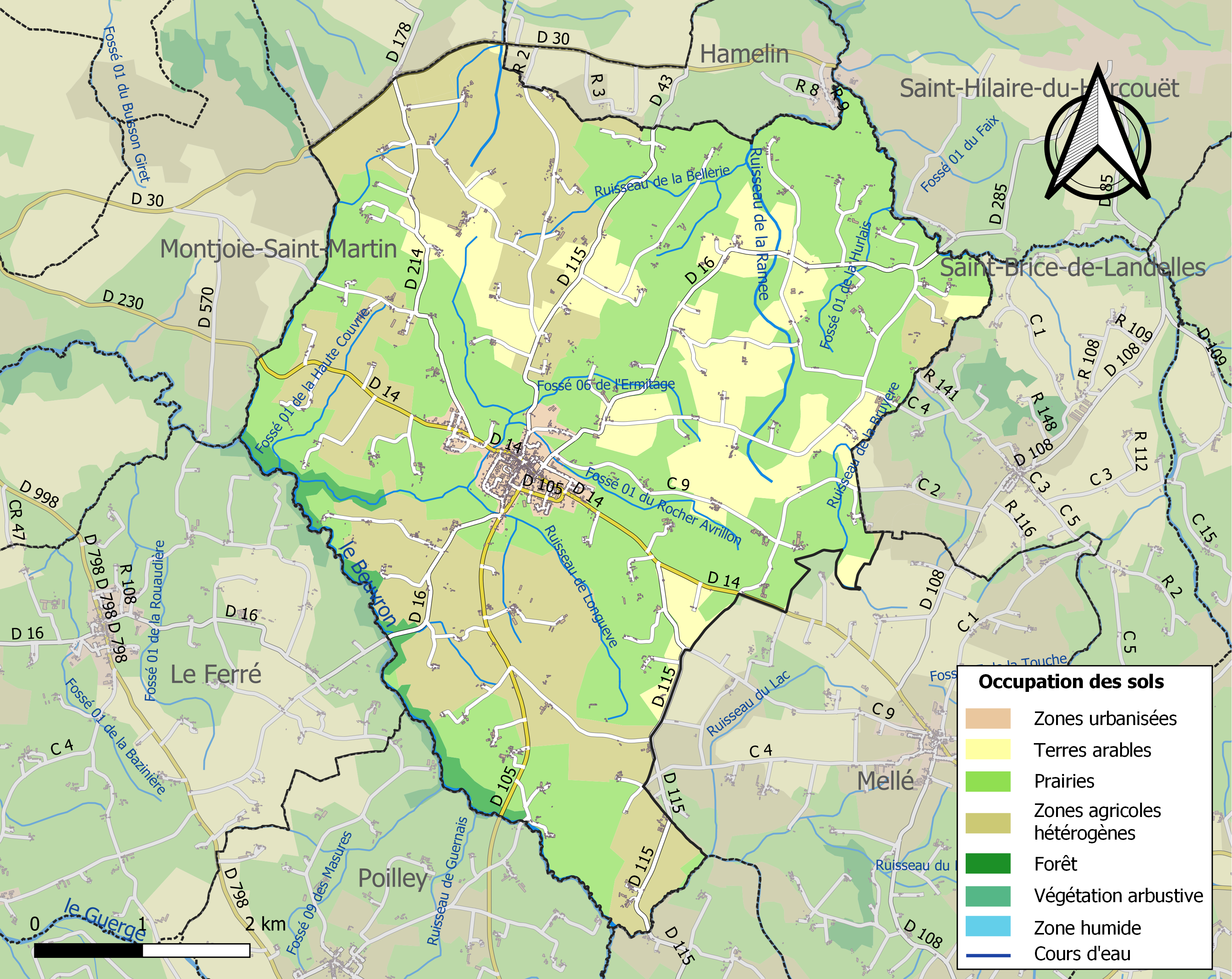
Kaart van de gemeente met belangrijkste infrastructuur, bodemgebruik en omliggende gemeenten

## Demografie
Onderstaande figuur toont het verloop van het inwonertal, bron: INSEE-tellingen. 